# نگاه (فیلم ۱۹۶۱)
نگاه (به هندی: Nazrana) فیلمی محصول سال ۱۹۶۱ و به کارگردانی اس. وی ساریدار است. در این فیلم بازیگرانی همچون راج کاپور، ویجینتی مالا، اوشا کیران، جیمینی گانسان، آقا، آچالا ساچدف ایفای نقش کرده‌اند.